# کتیل
کتیل(به انگلیسی: Ketyl) در شیمی آلی یک آنیون رادیکالی است که شامل گروه عاملی =C-O• است. از آنجایی گه این ماده ناپایدار بوده و واکنش پذیری بالایی دارد، به عنوان ماده واسط در واکنش‌های شیمیایی ظاهر می‌شود. همچنین این ماده دارای دو ساختار رزونانسی است که در شکل زیر دیده می‌شوند.